# Pyrgus oileus
Pyrgus oileus is een vlinder uit de familie van de dikkopjes (Hesperiidae). De wetenschappelijke naam is gepubliceerd in 1767 door Linnaeus.